# 拉蓋普-波爾蓋拉縣

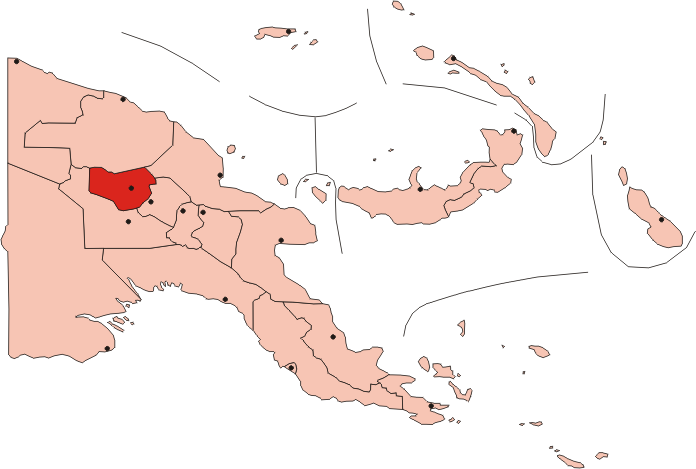

5°27′48″S 143°08′42″E / 5.46333°S 143.14500°E
拉蓋普-波爾蓋拉縣（英語：Lagaip-Porgera District），是巴布亞新畿內亞的縣份之一，位於新畿內亞島東部，由恩加省負責管轄，首府設於拉蓋普-波爾蓋拉，面積4,608平方公里，2011年人口158,873，人口密度每平方公里34人。